# Houppeville
Houppeville est une commune française située dans le département de la Seine-Maritime en région Normandie.

## Géographie

### Description
Avec ses 2 082 hectares, Houppeville est l'une des plus grandes communes en superficie de la Normandie, elle est 47e en superficie sur toute la Haute-Normandie, 7e sur l'arrondissement de Rouen, 23e sur la Seine-Maritime et 1re sur le canton de Notre-Dame-de-Bondeville. Située à 9 kilomètres de Rouen, sur le plateau Nord, elle se trouve au cœur de la forêt domaniale Verte. Administrativement, Houppeville constitue, depuis 1982, l'une des neuf communes du canton de Notre-Dame-de-Bondeville.
Aujourd’hui, commune résidentielle et attractive, les habitants jouissent d’un cadre de vie recherché.

### Communes limitrophes
| Malaunay                 |                   | Bosc-Guérard-Saint-Adrien, Quincampoix |
| Le Houlme                | Houppeville       | Isneauville                            |
| Notre-Dame-de-Bondeville | Mont-Saint-Aignan | Bois-Guillaume                         |

### Hydrographie
La commune est située dans le bassin Seine-Normandie. Elle n'est drainée par aucun cours d'eau,.

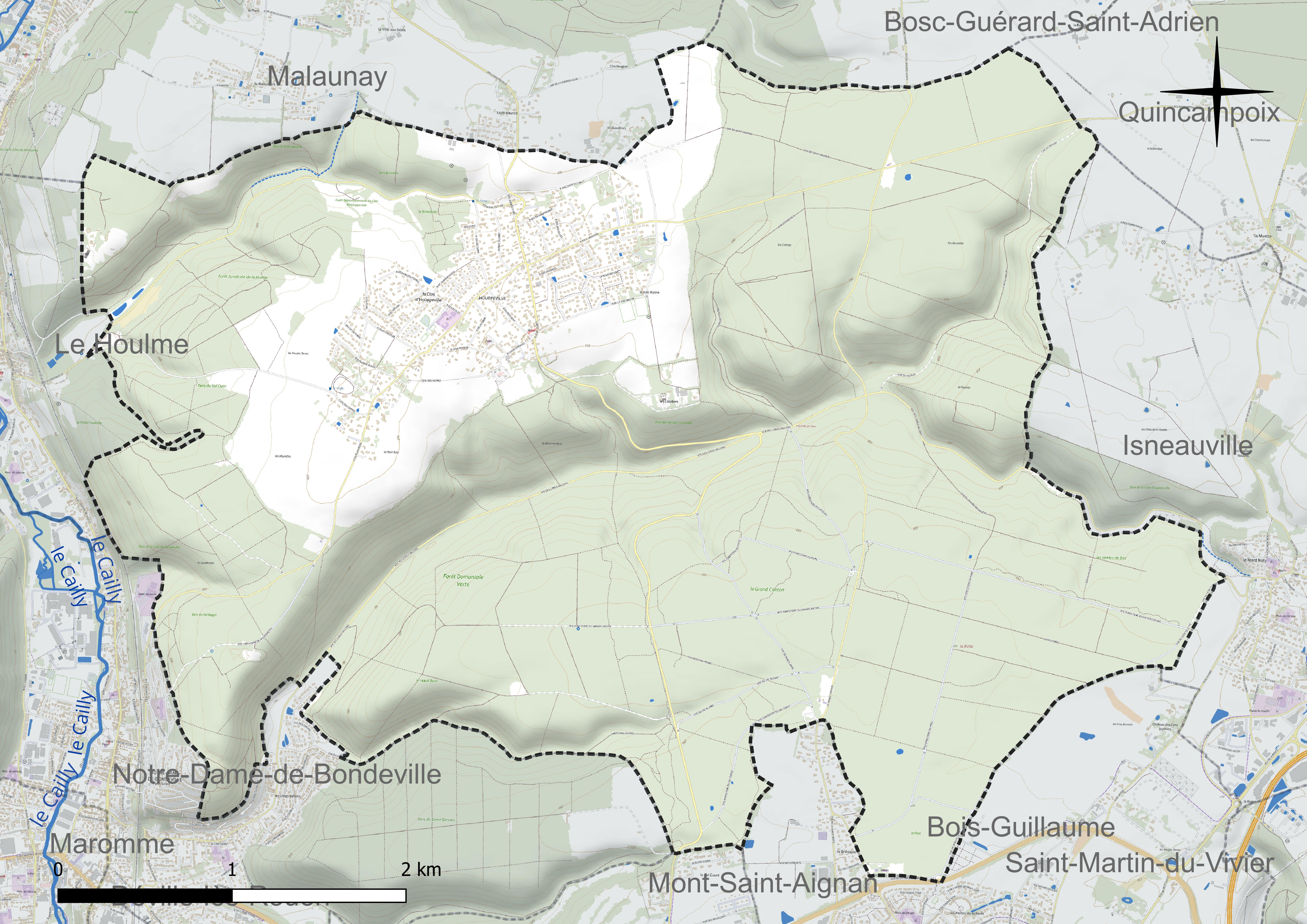
Réseau hydrographique de Houppeville.

### Climat
Pour des articles plus généraux, voir Climat de la Normandie et Climat de la Seine-Maritime.
En 2010, le climat de la commune est de type climat océanique altéré, selon une étude du CNRS s'appuyant sur une série de données couvrant la période 1971-2000. En 2020, Météo-France publie une typologie des climats de la France métropolitaine dans laquelle la commune est exposée à un climat océanique et est dans la région climatique Côtes de la Manche orientale, caractérisée par un faible ensoleillement (1 550 h/an) ; forte humidité de l’air (plus de 20 h/jour avec humidité relative > 80 % en hiver), vents forts fréquents. Parallèlement le GIEC normand, un groupe régional d’experts sur le climat, différencie quant à lui, dans une étude de 2020, trois grands types de climats pour la région Normandie, nuancés à une échelle plus fine par les facteurs géographiques locaux. La commune est, selon ce zonage, exposée à un « climat maritime », correspondant au Pays de Caux, frais, humide et pluvieux, légèrement plus frais que dans le Cotentin.
Pour la période 1971-2000, la température annuelle moyenne est de 10,1 °C, avec une amplitude thermique annuelle de 13,7 °C. Le cumul annuel moyen de précipitations est de 885 mm, avec 13,2 jours de précipitations en janvier et 8,7 jours en juillet. Pour la période 1991-2020, la température moyenne annuelle observée sur la station météorologique la plus proche, située sur la commune de Rouen à 8 km à vol d'oiseau, est de 12,6 °C et le cumul annuel moyen de précipitations est de 817,9 mm,. Pour l'avenir, les paramètres climatiques de la commune estimés pour 2050 selon différents scénarios d’émission de gaz à effet de serre sont consultables sur un site dédié publié par Météo-France en novembre 2022.

## Urbanisme

### Typologie
Au 1er janvier 2024, Houppeville est catégorisée ceinture urbaine, selon la nouvelle grille communale de densité à sept niveaux définie par l'Insee en 2022.
Elle appartient à l'unité urbaine de Houppeville, une unité urbaine monocommunale constituant une ville isolée,. Par ailleurs la commune fait partie de l'aire d'attraction de Rouen, dont elle est une commune de la couronne,. Cette aire, qui regroupe 317 communes, est catégorisée dans les aires de 200 000 à moins de 700 000 habitants,.

### Occupation des sols
L'occupation des sols de la commune, telle qu'elle ressort de la base de données européenne d’occupation biophysique des sols Corine Land Cover (CLC), est marquée par l'importance des forêts et milieux semi-naturels (80,6 % en 2018), une proportion sensiblement équivalente à celle de 1990 (81,3 %). La répartition détaillée en 2018 est la suivante : 
forêts (77,9 %), zones urbanisées (7,4 %), terres arables (6,8 %), prairies (5,3 %), milieux à végétation arbustive et/ou herbacée (2,6 %). L'évolution de l’occupation des sols de la commune et de ses infrastructures peut être observée sur les différentes représentations cartographiques du territoire : la carte de Cassini (XVIIIe siècle), la carte d'état-major (1820-1866) et les cartes ou photos aériennes de l'IGN pour la période actuelle (1950 à aujourd'hui).

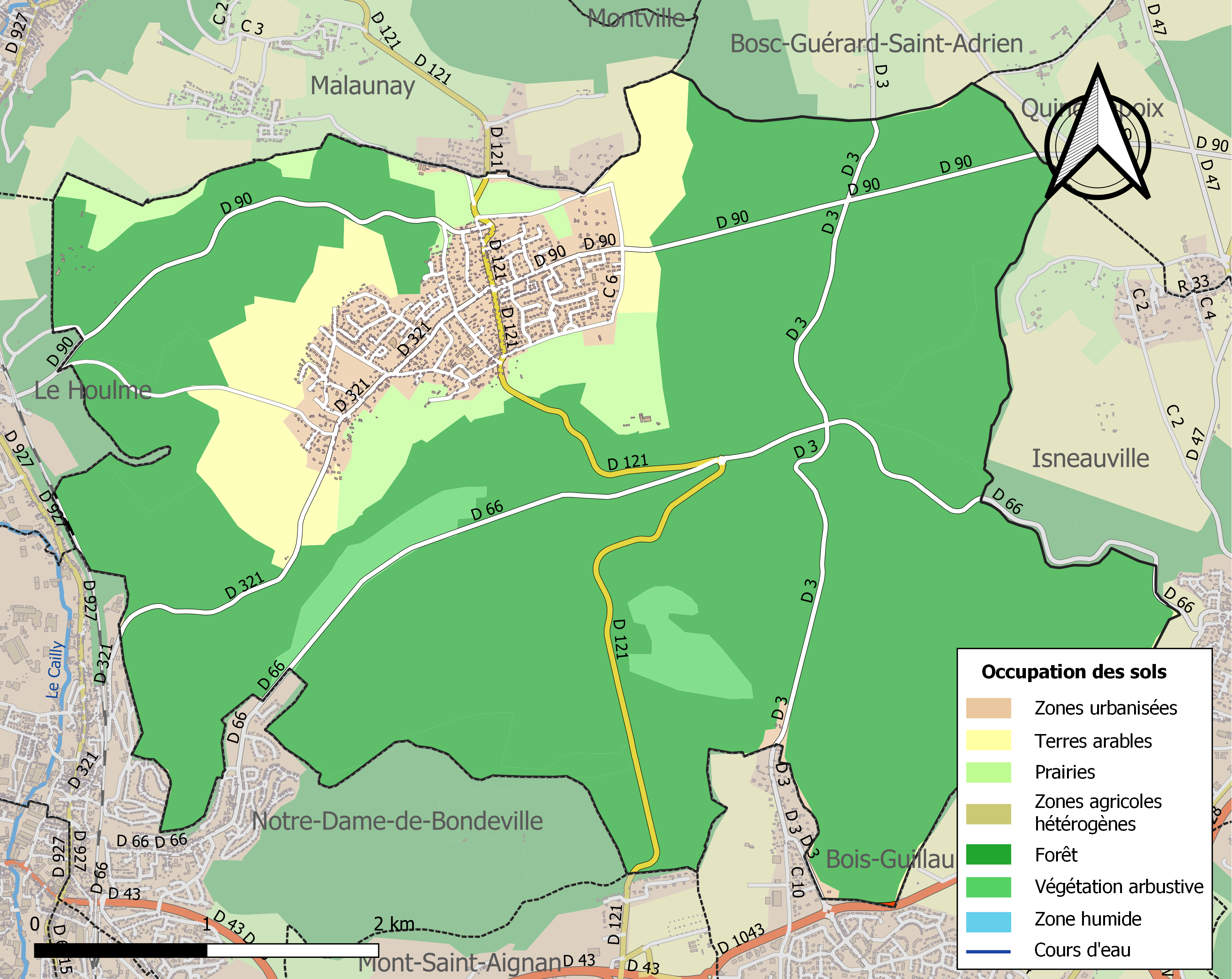
Carte des infrastructures et de l'occupation des sols de la commune en 2018 (CLC).

### Habitat et logement
En 2018, le nombre total de logements dans la commune était de 1 156, alors qu'il était de 1 043 en 2013 et de 960 en 2008.
Parmi ces logements, 94,9 % étaient des résidences principales, 0,6 % des résidences secondaires et 4,5 % des logements vacants. Ces logements étaient pour 90,3 % d'entre eux des maisons individuelles et pour 6,2 % des appartements.
Le tableau ci-dessous présente la typologie des logements à Houppeville en 2018 en comparaison avec celle de la Seine-Maritime et de la France entière. Une caractéristique marquante du parc de logements est ainsi une proportion de résidences secondaires et logements occasionnels (0,6 %) inférieure à celle du département (3,9 %) mais supérieure à celle de la France entière (9,7 %). Concernant le statut d'occupation de ces logements, 82,1 % des habitants de la commune sont propriétaires de leur logement (81,7 % en 2013), contre 53 % pour la Seine-Maritime et 57,5 pour la France entière.
| Typologie                                               | Houppeville | Seine-Maritime | France entière |
| ------------------------------------------------------- | ----------- | -------------- | -------------- |
| Résidences principales (en %)                           | 94,9        | 88             | 82,1           |
| Résidences secondaires et logements occasionnels (en %) | 0,6         | 3,9            | 9,7            |
| Logements vacants (en %)                                | 4,5         | 8,1            | 8,2            |

## Toponymie
Le nom de la localité est attesté sous la forme latinisée Hoppevilla au XIIe siècle, puis Hupeville en 1291, Notre Dame de Houppeville en 1291 (Archives départementales de la Seine-Maritime, 14 H 17 f. 288, 290 v.), Notre Dame de Houppeville dit Plain Bosc en 1575 (Arch. S.-M. tab. Rouen).
*Hoppeville se décompose en deux éléments Hoppe- et -ville. L'appellatif toponymique ville est issu du gallo-roman VILLA « domaine rural » et se retrouve dans de nombreux noms de lieux en Normandie. Hoppe- représente le nom de personne germanique Hoppo. Possibilité du vieux-norrois hopr, « troupeau ». Ainsi, on peut penser que Houppeville comme tant d'autres, a été un petit village qui avait pris naissance à l'époque médiévale autour d'une exploitation agricole.

## Histoire
Les premières traces d'occupation attestées sur la commune datent du moustérien. Ces traces ont été retrouvées sur deux sites archéologiques au lieux-dits La briqueterie et Rue de la Voie Maline. Sur le premier site, plusieurs centaines d'artefacts on été retrouvés depuis les premières fouilles en 1948, dont des lames, des lamelles, des esquilles et des éclats de silex. Le second site a livré 149 silex taillés (esquilles et fragments). Ces deux sites témoignent d'une présence humaine à la préhistoire et d'une industrie lithique (atelier de taille de silex) sur le plateau au Nord et à proximité de la Seine, entre les vallées du Cailly et du Robec. Les techniques de débitage utilisées sont très proches de celles observées sur le site de Oissel.
Une seconde période d'occupation est observée sur le site de la Rue de la Voie Maline durant le second âge du fer (I-II ème s. av. J.C.),. Ces vestiges d'occupation gauloise se caractérisent par la présence de deux enclos délimités par des fossés contenant des structures d'habitation (trous de poteaux, fosses et foyers). Ces deux ensembles de bâtiments ont livré un important mobilier de céramiques, peu fragmenté.
Également sur le site de la Rue de la Voie Maline, un réseau parcellaire gallo-romain contenant des céramiques datées de la seconde moitié du Ier s. après J.C. témoigne d'une troisième periode d'occupation. La découverte en 2016 dans le secteur de la Rue de la Briqueterie de deux sépultures à incinération, contemporaines ou antérieures au II ème s. après J.C., peut-être rattaché à cette période.
La commune s’est développée au XIXe siècle grâce à l’industrie textile[réf. nécessaire].
Le paysage rural était encore marqué[Quand ?] par ses exploitations agricoles et ses maisons rurales de type longères.
Durant la Seconde Guerre mondiale, 4 sites de lancement de missiles V1 ont été opérationnels sur la commune, au lieux-dits La Coudrette, Les Cinq Frères, Les Cotrets et Belle Image

## Politique et administration

### Intercommunalité
Houppeville était membre de la communauté de l'agglomération rouennaise, un établissement public de coopération intercommunale (EPCI) à fiscalité propre créé en 1999 et auquel la commune avait transféré un certain nombre de ses compétences, dans les conditions déterminées par le code général des collectivités territoriales. Elle succédait au  SIVOM de l'agglomération rouennaise, créé le 21 février 1974 et qui exerçait des compétences précises et limitées essentiellement dans les domaines des services d'incendie et de secours, des transports urbains de voyageurs et dans l'élaboration d'un plan global de traitement des déchets à l'échelle intercommunale.
La communauté de l'agglomération rouennaise a fusionné avec ses voisines pour former, le 1er janvier 2010 pour former la communauté d'agglomération Rouen-Elbeuf-Austreberthe (CREA), qui a été transformée en métropole par un décret du 23 décembre 2015 sous le nom de Métropole Rouen Normandie, dont est toujours membre la commune.

### Liste des maires
| Période                                  | Période                    | Identité         | Étiquette           | Qualité |
| ---------------------------------------- | -------------------------- | ---------------- | ------------------- | --- |
| Les données manquantes sont à compléter. |                            |                  |                     | |
|                                          |                            | Demarais         |                     | |
|                                          | 1919                       | Alphonse Reitel  |                     | |
| 1919                                     | 1921                       | Eugène Durand    |                     | Cultivateur |
| juin 1921                                | mai 1925                   | Joseph Gilles    |                     | Herbager |
| mai 1925                                 | 8 décembre 1928            | Ferdinand Das    |                     | Cultivateur, décédé en cours de mandat                                                                                             |
| mai 1929                                 | mai 1935                   | Eugène Voitard   |                     | Huissier. Précédemment maire de Malaunay (1919-1925). Nommé officier d'Académie en 1935 pour services rendus aux œuvres scolaires. |
| mai 1935                                 | mai 1945                   | Emile Toutain    |                     | Artisan maçon |
| mai 1945                                 | mars 1971                  | Maurice Cordier  |                     | Commerçant en bétail |
| mars 1971                                | mars 1977                  | Jacques Goubert  | PCF                 | Chef de chantier |
| mars 1977                                | mars 1989                  | Jacques Majolier | FN[réf. nécessaire] | Opticien |
| mars 1989                                | mars 2008                  | Bernard Périn    | UMP                 | Cadre supérieur dans le transport international Chevalier de l'Ordre national du mérite                                            |
| mars 2008                                | 26 mars 2011               | Thierry Chevrier | SE                  | Fonctionnaire territorial Démissionnaire                                                                                           |
| 26 mars 2011                             | En cours (au 24 juin 2021) | Monique Bourget  | DVG                 | Conseillère bancaire Réélue pour le mandat 2020-2026                                                                               |

## Équipements et services publics

### Enseignement
La commune relève de l'académie de Normandie.

## Population et société

### Démographie
Évolution démographique
L'évolution du nombre d'habitants est connue à travers les recensements de la population effectués dans la commune depuis 1793. Pour les communes de moins de 10 000 habitants, une enquête de recensement portant sur toute la population est réalisée tous les cinq ans, les populations de référence des années intermédiaires étant quant à elles estimées par interpolation ou extrapolation. Pour la commune, le premier recensement exhaustif entrant dans le cadre du nouveau dispositif a été réalisé en 2007.

En 2022, la commune comptait 2 849 habitants, en évolution de +3,83 % par rapport à 2016 (Seine-Maritime : +0,35 %, France hors Mayotte : +2,11 %).
| 1793 | 1800 | 1806 | 1821 | 1831 | 1836 | 1841 | 1846 | 1851 |
| ---- | ---- | ---- | ---- | ---- | ---- | ---- | ---- | ---- |
| 710  | 750  | 755  | 761  | 756  | 761  | 662  | 682  | 673  |

| 1856 | 1861 | 1866 | 1872 | 1876 | 1881 | 1886 | 1891 | 1896 |
| ---- | ---- | ---- | ---- | ---- | ---- | ---- | ---- | ---- |
| 672  | 656  | 613  | 526  | 537  | 538  | 552  | 575  | 587  |

| 1901 | 1906 | 1911 | 1921 | 1926 | 1931 | 1936 | 1946 | 1954 |
| ---- | ---- | ---- | ---- | ---- | ---- | ---- | ---- | ---- |
| 628  | 650  | 681  | 640  | 678  | 669  | 667  | 637  | 698  |

| 1962 | 1968  | 1975  | 1982  | 1990  | 1999  | 2006  | 2007  | 2012  |
| ---- | ----- | ----- | ----- | ----- | ----- | ----- | ----- | ----- |
| 877  | 1 112 | 1 346 | 1 901 | 2 378 | 2 405 | 2 397 | 2 396 | 2 567 |

| 2017  | 2022  | - | - | - | - | - | - | - |
| ----- | ----- | - | - | - | - | - | - | - |
| 2 784 | 2 849 | - | - | - | - | - | - | - |

Répartition de la population en 2012
|                | 2012  | %     |
| -------------- | ----- | ----- |
| Ensemble       | 2 567 | 100,0 |
| 0 à 14 ans     | 511   | 19,9  |
| 15 à 29 ans    | 343   | 13,4  |
| 30 à 44 ans    | 474   | 18,5  |
| 45 à 59 ans    | 664   | 25,9  |
| 60 à 74 ans    | 424   | 16,5  |
| 75 ans ou plus | 151   | 5,9   |

### Sports et loisirs
Houppeville est l'une des très rares communes en France à proposer du kyudo, un tir à l'arc originaire du Japon[réf. nécessaire].
La ville est dotée de nombreuses associations, dont un club de cyclisme sur route. Le club compte actuellement[Quand ?] une cinquantaine d'adhérents âgés de 20 à 78 ans[réf. nécessaire].

### Vie associative
Houppeville dispose d'une école de musique située dans l'ancien presbytère. Y sont enseignés[Quand ?] le piano, le violon, la guitare, la batterie, la flûte à bec et le chant.  
Cette école organise des concerts dans la salle communale, la salle du Vivier.

## Culture locale et patrimoine

### Lieux et monuments

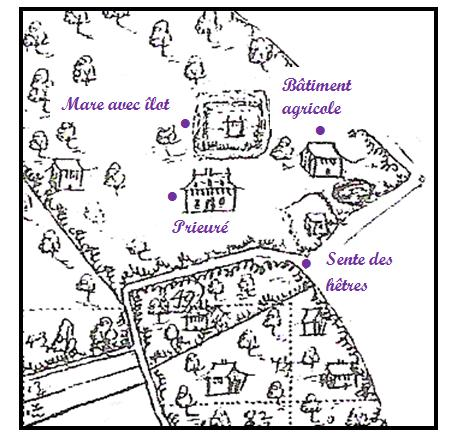
Plain Bosc sur un plan du XVIIe siècle.

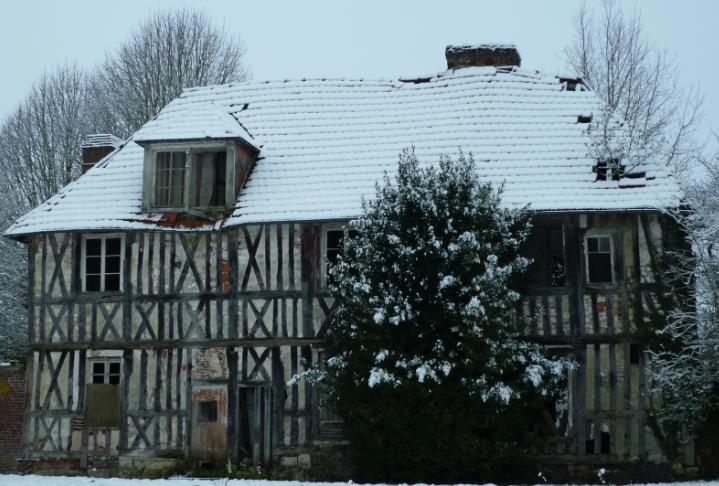
Prieuré de Houppeville sous la neige.

- Église Notre-Dame-de-l'Assomption classée monument historique, édifiée au XIe siècle puis agrandie au XVIe siècle. À admirer en particulier les 7 vitraux fabriqués par les maîtres verriers de Conches (1544-1545).
- Le Prieuré : cette demeure du XVIIe siècle, aujourd'hui détruite, est désignée par Christophe Brayer[37], dans son ouvrage intitulé Houppeville, le temps passé, comme étant un ancien presbytère ou prieuré. La maison, située au Plain bosc, était d'ailleurs reliée à l'église du village par la Sente des Hêtres et c'est dans la direction de cette même église que se tournait sa façade principale. L'autre façade de la maison donnait à la fois sur une mare au milieu de laquelle se trouve un petit îlot, accessible par une passerelle, et sur un bâtiment agricole du XVIIe siècle[38], également disparu. Le prieuré, la mare et le bâtiment agricole sont tous trois visibles sur un plan de 1663.
- Monument aux morts (1921)

### Personnalités liées à la commune
- Guillaume de Houppeville (XX - 1726)[39], auteur et médecin (?) ayant écrit "La Génération de l'Homme par le moyen des œufs, et la production des animaux", "La Guérison du cancer au sein" et "Discours sur les eaux minérales de la ville de Rouen".
- Laurent Duhamel (*1968), ancien arbitre de football français.
- Emmanuel Rivalan (*1969), ancien champion du monde de Scrabble francophone.

### Héraldique
| Blason de Houppeville | Blason  | D’or à la bande de gueules chargée en chef d’un léopard du champ et en pointe d’une fleur de lys du même, à l’arbre arraché de sinople brochant sur le tout. |
| Blason de Houppeville | Détails | L'ensemble se lit de la façon suivante : - l'arbre symbolise le passé, le présent et l'avenir. Le passé en raison de l'importance de la forêt Verte dans l'histoire de Houppeville ; le présent et l'avenir par la persistance de l'importante couverture forestière ; - de plus, l'alliance de l'arbre vert et du fond jaune insiste sur les conditions de pureté de l'air justifiant le développement d'une zone de séjour, d'activités ludiques et sportives ; - le léopard matérialise l'appartenance de Houppeville à la Normandie, et la fleur de lys rappelle l'importante donation faite par la reine Blanche de Castille ; - quant à la bande rouge, elle ne se justifie que pour pouvoir placer les pièces en respectant les règles des armoiries. À la demande de la municipalité, le blason de Houppeville est réalisé le 27 novembre 1987 par le comte d'Arundel de Condé, membre de la Société héraldique de Normandie. |